# Guillaume de Bertier de Sauvigny
Pour les articles homonymes, voir Bertier.
Guillaume de Bertier de Sauvigny, né le 21 mars 1912 à Boulogne-sur-Mer (Pas-de-Calais) et mort le 7 octobre 2004 à Paris, est un ecclésiastique et historien français, spécialiste de l'époque de la Restauration (1814-1830), professeur à l'Institut catholique de Paris, et membre de la congrégation des Eudistes.

## Biographie
(Indication de rédaction).
Troisième fils de Pierre de Bertier de Sauvigny, officier de carrière mort pour la France en 1916, et d'Emma Osterrieth, il est ordonné prêtre de la congrégation des eudistes en 1936, et obtient sa licence ès-lettres la même année.
Professeur d'histoire et géographie à l'école Saint-Jean de Versailles (1937-1947), il est mobilisé en 1940, et prend part à la campagne de Belgique dans la 3e DLM. Il y obtient la croix de guerre.
Sa thèse de doctorat, soutenue en 1948, porte sur son ancêtre, le comte Ferdinand de Bertier, fondateur des Chevaliers de la Foi. Elle est publiée sous le titre : Le Comte Ferdinand de Bertier, 1782-1864, et l'énigme de la Congrégation (1948). Sa thèse complémentaire est consacrée à la publication de Documents inédits sur la conspiration légitimiste de 1830 à 1832 (1951).
Entré en 1948 à la Faculté des lettres de l'Institut catholique, il y accomplira toute sa carrière universitaire, jusqu'en 1977.
Son Histoire de la Restauration, publiée en 1955 chez Flammarion et maintes fois rééditées depuis, ainsi que ses nombreuses recherches érudites, font de lui le principal spécialiste de cette période à son époque. Parmi ses œuvres les plus marquantes, on notera sa Bibliographie critique des mémoires sur la Restauration (1986), les volumes sur la Restauration de la Nouvelle histoire de l'Église (1966) et de la Nouvelle Histoire de Paris (1977), l'édition critique des Souvenirs de Ferdinand de Bertier (1990).
Internationalement reconnu, il enseigne temporairement dans plusieurs universités étrangères, notamment aux États-Unis (cours semestriels ou cours d'été) : à Philadelphie, dans le Michigan, au Massachusetts, en Indiana, en Californie et au Colorado, mais aussi à Ottawa, Mexico et Jérusalem. Ses séjours outre-Atlantique lui inspirent plusieurs ouvrages sur le regard que portaient les Américains d'autrefois sur la France de la première moitié du dix-neuvième siècle, et sur les grands fondateurs d'empires industriels aux États-Unis, ainsi que quelques traductions. Et c'est à l'intention de ses étudiants étrangers qu'il rédige une petite Histoire de France à la facture volontairement simple et classique, publiée en français en 1977, traduite ensuite en anglais et en allemand.
Il consacre aussi plusieurs de ses livres au chancelier autrichien Metternich : Metternich et son temps en 1959, un imposant Metternich et la France après le Congrès de Vienne (1968-1971) et le volume Metternich de la prestigieuse collection biographique de Fayard (1986).
On lui doit enfin plusieurs manuels scolaires de l'enseignement secondaire, édités par de Gigord.
Entré en 2000 à la maison de retraite Marie-Thérèse, boulevard Raspail à Paris, après avoir publié son dernier ouvrage, consacré à une tranche d'histoire de la congrégation des eudistes à laquelle il appartient, il s'y éteint en 2004 à l'âge de 92 ans.

## Ouvrages
- Le Comte Ferdinand de Bertier, 1782-1864, et l'énigme de la Congrégation, Presses continentales, 1948.
- Souvenirs inédits d'un conspirateur : Révolution, Empire et première Restauration, Tallandier, 2 vol.,1990, 1993 (éd. critique des souvenirs de Ferdinand de Bertier).
- La Restauration, Flammarion, 1955, diverses rééditions.
- Nouvelle histoire de l'Église, tome 4, Siècle des Lumières, révolutions, restaurations, en collab., Seuil 1966.
- Nouvelle Histoire de Paris, tome 7, La Restauration, diff. Hachette, 1977.
- Chateaubriand homme d'État, Cristel, 2001 (recueil d'articles), (compte-rendu sur Persée) par Pascal Simonetti.
- Metternich et son temps, Hachette, 1959, trad. anglaise, 1962. (Prix Drouyn de Lhuys).
- Metternich et la France après le Congrès de Vienne, Hachette, 3 vol., 1968, 1970, 1971 : tome 1, De Napoléon à Decazes; tome 2, L'époque des grands congrès;  tome 3, Au temps de Charles X. (11e Prix Fondation Pierre-Lafue 1987).
- Metternich, Fayard, 1986, Prix Yvan-Loiseau de l'Académie française.
- Histoire de France, Flammarion, 1977, trad. allemande, 1980, et américaine, 1982, plusieurs rééditions.
- La Révolution de 1848 vue par les Américains, Flammarion, 1977.
- La France et les Français vus par les voyageurs américains (1814-1848), 2 vol. 1982 et 1985, (compte-rendu sur Persée) par Claude Fohlen.
- Les Titans du capitalisme américain, Plon, 1992.
- Les Eudistes au service de l'Église de France (1680-1791), SPM, 1999.
- La Révolution de 1830 en France, Armand Colin, collection U2, 1970 (recueil de documents).
- La Sainte Alliance, Armand Colin, collection U2, 1972 (recueil de documents).